# Costatoverruca calotheca
Costatoverruca calotheca är en kräftdjursart som först beskrevs av Henry Augustus Pilsbry 1907.  Costatoverruca calotheca ingår i släktet Costatoverruca och familjen Verrucidae. Inga underarter finns listade i Catalogue of Life.